# Brenda Cox
Brenda Cox (* 17. April 1944; † 6. Mai 2015) war eine australische Sprinterin.
Bei den British Empire and Commonwealth Games 1962 in Perth gewann sie Silber über 100 Yards, wurde Vierte über 220 Yards und siegte mit der australischen 4-mal-110-Yards-Stafette.

## Persönliche Bestzeiten
- 100 Yards: 10,5 s, 18. März 1961, Sydney (entspricht 11,6 s über 100 m)
- 220 Yards: 23,9 s, 23. März 1963, Brisbane (entspricht 23,8 s über 200 m)